# Tedania patagonica
Tedania patagonica är en svampdjursart som först beskrevs av Ridley och Arthur Dendy 1886.  Tedania patagonica ingår i släktet Tedania och familjen Tedaniidae. Inga underarter finns listade i Catalogue of Life.